# 艾尔弗雷德·卢米斯
艾尔弗雷德·卢米斯（英語：Alfred Loomis，1913年4月15日—1994年9月7日），生于纽约州，美国男子帆船运动员。他曾代表美国参加1948年夏季奥林匹克运动会帆船比赛，获得6米级金牌。